# San Antonio de los Baños, Mexiko
San Antonio de los Baños är en ort i Mexiko.   Den ligger i kommunen San Cristobal De Casas och delstaten Chiapas, i den sydöstra delen av landet, 800 km öster om huvudstaden Mexico City. San Antonio de los Baños ligger 2 286 meter över havet och antalet invånare är 212.
Terrängen runt San Antonio de los Baños är huvudsakligen kuperad, men västerut är den bergig. Runt San Antonio de los Baños är det tätbefolkat, med 459 invånare per kvadratkilometer. Närmaste större samhälle är San Cristóbal de las Casas, 5,3 km norr om San Antonio de los Baños. I omgivningarna runt San Antonio de los Baños växer i huvudsak städsegrön lövskog.